# Okręg wyborczy Bournemouth
Okręg wyborczy Bournemouth powstał w 1918 r. i wysyłał do brytyjskiej Izby Gmin jednego deputowanego. Okręg obejmował miasto Bournemouth w południowo-zachodniej części hrabstwa Hampshire (obecnie leży ono w hrabstwie Dorset). Okręg został zlikwidowany w 1950 r.

## Deputowani do brytyjskiej Izby Gmin z okręgu Bournemouth
- 1918–1940: Henry Croft, Partia Konserwatywna
- 1940–1945: Charles Lyle, Partia Konserwatywna
- 1945–1950: Brendan Bracken, Partia Konserwatywna